# ヘジョン

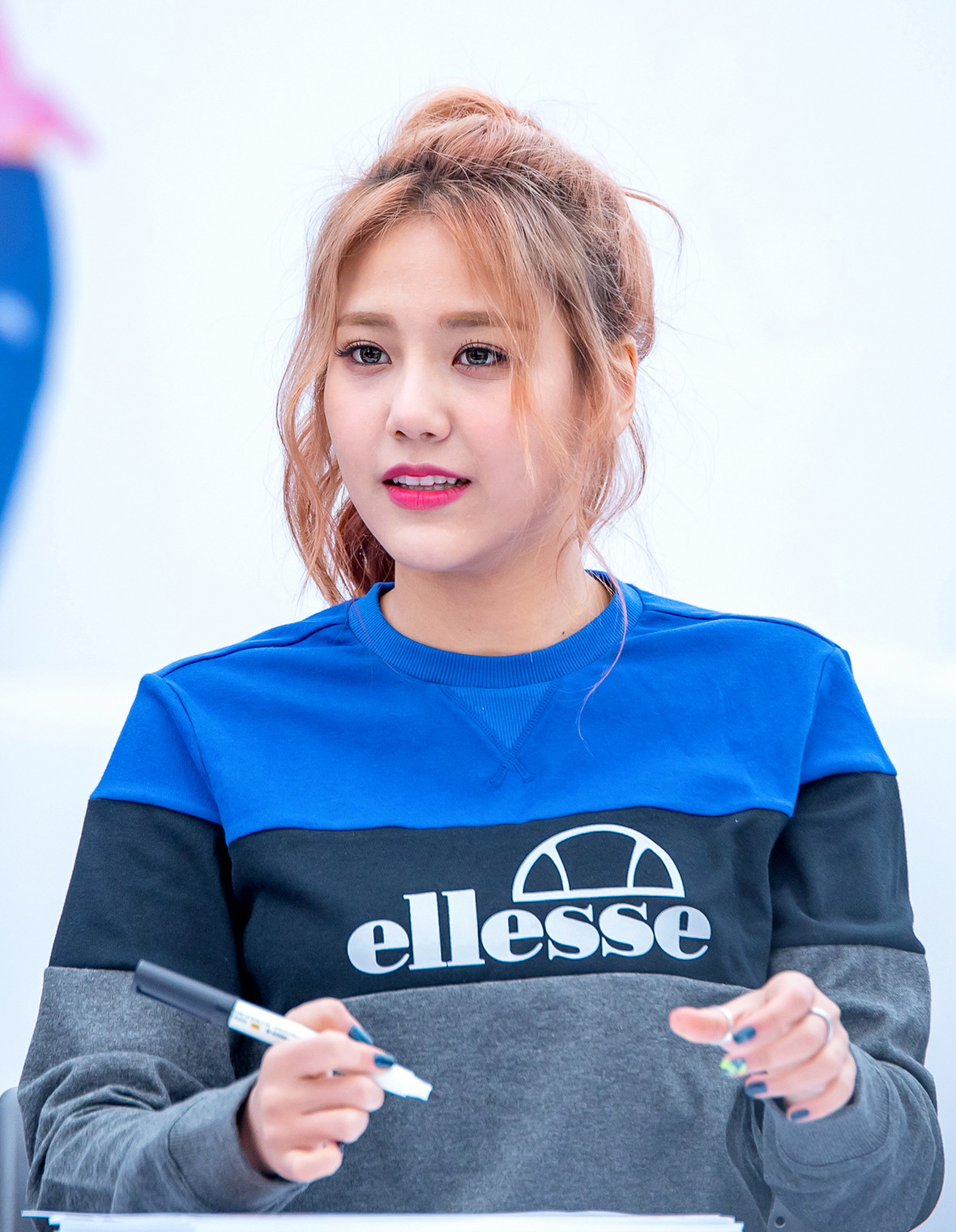

シン・ヘジョン（ハングル:신혜정、Shin Hye-jeong、申恵晶、1993年8月10日 - ）は、韓国の歌手、女優である。女性アイドルグループ・AOA、AOA CREAMのメンバーである。サブボーカル、リードダンサー担当。
天使名はHYEJEONGLINUS。京畿道抱川市出身。血液型はA型。

## 経歴
- 第3回予選までスーパーモデルのページェントに出場。FNC Entertainmentのキャスティングディレクターがヘジョンに声を掛け、2010年8月にFNCの研修生になった。2012年7月30日、AOAのメンバーとしてデビューした。

## ディスコグラフィ

### OST
- 2017年「女の子が大好き」(少女時代1979のサウンドトラックに収録)

## 出演

### 映画
- 神秘的なソルバー（2017年）

### テレビドラマ
- 紳士の品格（2012年、SBS）
- 清dam洞アリス（2012年、SBS）
- 刃と花びら（2013年、KBS2）
- グッドウィッチ（2018年、SBS）
- ロマンスはボーナスブックです（2019年、tvN）
- 愛を払い戻すことができます（2019年、

Naver TV）
- パフューム 〜恋のリミットは12時間〜（2019年、KBS2）
- 私たちは家族です（2020年、tvN）

### テレビ番組
- マッシュアップ（2015年、SBS MTV）
- サタデーナイトライブコリア シーズン9（2017年、tvN）

### 広告
- ハンセエムケイ（2018年）